# 托斯卡纳历史

## 托斯卡納大公國历史
美第奇家族统治及大公國的灭亡
美第奇家族，一个长时间于佛罗伦萨具有重大影响力的家族，通过对托斯卡纳的扩张，他们能于16世纪将佛罗伦斯由佛罗伦斯共和国改造成一个世袭的公爵领地。该世纪的大部分时间他们都成功地统治佛罗伦斯及托斯卡纳，通过获得锡耶纳以大量扩充版图。美第奇家族是科学及艺术的赞助者，亦令他们的统治下变得更繁荣。在这后时期托斯卡纳成为了一个更凝聚统一的国家，多于单单祇是统治一个城市(佛罗伦斯)。美第奇家族统治托斯卡纳直至1737年，因和奥地利王室连姻，而划归奥地利帝国统治。更重要的是，托斯卡纳的经济经历了角色上一个根本的转变。虽然丝绸工业某程度能够代替羊毛工业，但羊毛工业于这段时期仍然大量萎缩。即使如此，于中世纪开始造就及支撑佛罗伦斯的工业，仍在整个17世纪开始衰微。生意的投资变得较难有利可图，有些托斯卡纳的城镇重新呈现了封建制度的影子，有很多贵族投资土地代替投资工业。很多人普遍地同意佛罗伦斯于18世纪早期衰落得极其快速，于美第奇朝代灭亡之后，一系列差劣的统治者致使神圣罗马帝国接管了这个曾经是杰出的独立国家。

## 市镇佛罗伦斯、锡耶纳、比萨、卢卡的历史
- 伊特鲁斯坎人、罗马人及伦巴底人时期的托斯卡纳

托斯卡纳这名称是起源于该区第一种文明伊特鲁斯坎人文明的。
- 托斯卡纳的统一

虽然「托斯卡纳」以前只是一个语言、文化及地理概念，多于一个政治实体，但在15世纪，佛罗伦萨開始于托斯卡纳扩大其统治领域，于1405年获得了比萨并镇压了一次该地人民的抵抗(1406年)。利禾奴亦于1421年被占领。合并锡耶纳则有较大阻力。锡耶纳直至1555年仍未被合并到佛罗伦斯，在15世纪时期锡耶纳正处于文艺复兴時期，令锡耶纳的角色更变得保守。卢卡于1847年之前仍然是一个独立的共和国，之后成为了在其市民的意愿下成为了托斯卡纳大公国的一部分。
- 美第奇家族的统治

然而，当美第奇家族统治的时期(1434年-1494年)，以科西莫·德·美第奇(1434年-1464年)开始，「佛罗伦斯」装出代表整个「托斯卡纳」的角色。作为佛罗伦斯的僭主，他甚至没有一个正规的办公室，科西莫及其继承人享受于只成为僭主而得到的威望及权力，他們亦带领佛罗伦斯度过了義大利文藝復興的时期。
- 共和国 1494年-1512年、1527年-1530年
- 美第奇公爵, 1512年-1527年、1530年-1569年

美第奇家族于1494年被驱逐出佛罗伦斯，成立了一个佛罗伦斯共和国。美第奇家族于1512年復位，但又第二次被驱逐，佛罗伦斯共和国再度成立。于1530年查理五世任命亚历山德罗·德·美第奇为世袭统治者。科西莫一世·德·美第奇于1537年成为了下一任公爵，锡耶纳被并入佛罗伦斯，而佛罗伦斯则于1569年成为了托斯卡纳大公国。科西莫一世于1574年逝世。